# 伊陶恩贾
伊陶恩贾（Itaunja），是印度北方邦Lucknow县的一个城镇。总人口6249（2001年）。

## 人口
该地2001年总人口6249人，其中男性3354人，女性2895人；0—6岁人口935人，其中男535人，女400人；识字率60.60%，其中男性为65.95%，女性为54.40%。